# Silvio Perozzi
Silvio Perozzi (Vicenza, 2 dicembre 1857 – Bologna, 4 gennaio 1931) è stato un giurista e storico italiano del diritto romano.

## Biografia
Nacque nel 1857 a Vicenza.
Studiò giurisprudenza presso l'Università di Padova, laureandosi nel 1879, dove conseguì una seconda laurea in lettere nel 1880.
L'anno successivo iniziò a insegnare materie letterarie presso l'Istituto tecnico provinciale di Macerata; nel 1883 ebbe una borsa di studio di perfezionamento a Berlino, dove rimase fino al 1884. Nel 1885 entrò presso l'Università di Perugia, venendo nello stesso anno nominato professore ordinario a Macerata; insegnò successivamente a Messina, Parma e Bologna.
Nel 1928 divenne socio dell'Accademia dei Lincei e nel 1930 Accademico d'Italia.
Morì nel 1931 a Bologna.
Gli è stata intitolata una via a Vicenza.

## Opere
- Istituzioni di diritto romano, vol. 1, Firenze, Barbèra, 1906.
- Istituzioni di diritto romano, vol. 2, Firenze, Barbèra, 1908.